# Stig Ödeen

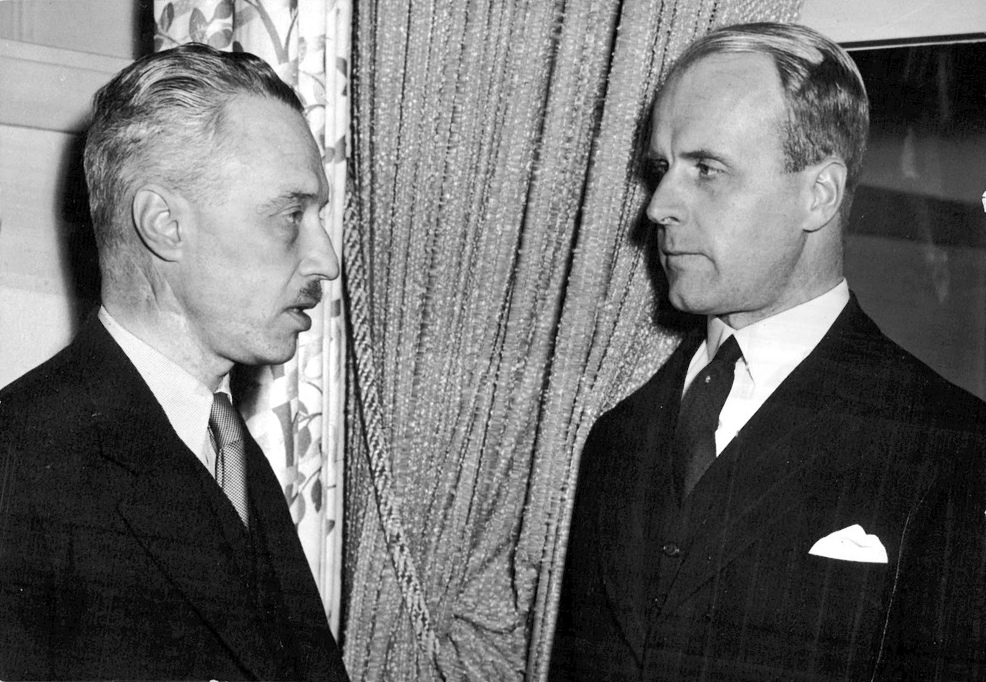
Stig Ödeen och överingenjör Bo Casten Carlberg, 1944.

Stig Arvid Edvard Ödeen, född 23 oktober 1900 i Helsingborg, död 10 april 1979 i Oscars församling i Stockholm, var en svensk ingenjör och generaldirektör för Krigsmaterielverket. 

## Biografi
Ödeen avlade studentexamen vid högra allmänna läroverket i Helsingborg 1919 och studerade därefter på Kungliga Tekniska högskolan i Stockholm, där han avlade civilingenjörsexamen 1924 i väg- och vattenbyggnadsteknik.
Därefter var han 1925–1929 anställd med uppdrag i väg- och vattenbyggnadsteknik och inom industrin. År 1925 var han anställd vid AB Övre Norrlands Ingenjörsbyrå i Norrbottens och Västerbottens län och 1926 vid Nedre Norrlands Vattenbyggnadsdistrikt. Åren 1926–1927 var han chef för AB Fr. J. Bergs Matematiska Instrumentfabrik i Stockholm, som tillverkade ritinstrument, och 1927–1928 var han konstruktör hos arkitekt- och ingenjörsfirman Bohlin & Mossberg. Åren 1927–1931 byggdes Atlasområdet i Stockholm efter ritningar av Bohlin & Mossberg. 1928–1929 var han konstruktör vid Krügers konsult- och ingenjörsbyrå och 1929–1930 var han teknisk chef vid Byggnads AB Täta.
Åren 1930–1942 var han innehavare av en konsulterande ingenjörsbyrå, Stig Ödeens Ingenjörsbyrå AB, som var med vid konstruktionen av några skolbyggen i Stockholm, exempelvis Äppelviksskolan och nya Riksbyskolan (numera Internationella Engelska Skolan Bromma). Åren 1934–1940 var han därtill assistent i arkitektur vid Kungliga Tekniska högskolan och 1940–1943 var han överingenjör och verkställande ledare i Försvarsväsendets verkstadsnämnd. Nämnden fick ansvaret för en mängd statliga tillverknings och underhållsverksamheter och inrättades 1940; 1943 omorganiserades hela verksamheten och blev grunden till Försvarets Fabriksverk (FFV).
Ödeen var engagerad i konstruktionsarbetet med Sveriges paviljong på världsutställningen i New York 1939.
År 1943 blev han utnämnd till generaldirektör och chef för Krigsmaterielverket (KKV) i Stockholm, den svenska myndighet, som hade till uppdrag att upphandla krigsmateriel. Här var han chef till och med 1949, då han fick lämna sin tjänst sedan det kommit till regeringens kännedom att Ödeen var kommunist och hade täta kontakter med Sveriges kommunistiska parti, vilket man ansåg gjorde honom till en säkerhetsrisk. Åren 1950–1952 var han styrelseordförande och jourhavande för gruvföretaget AB Statsgruvor. Gruvbolaget bildades den 1 april 1950 och ägdes av svenska staten. Från 1950 blev Flyktkapitalbyrån och AB Statsgruvor förvaltare för de tyskägda gruvorna i Sverige. Svenska staten köpte 1950 de så kallade tyskgruvorna.
År 1948–1953 var han sakkunnig i handelsdepartementet och från 1954 sakkunnig i kommunikationsdepartementet. Han var vidare  ledamot i försvarsväsendets ingenjörsutredning, ordförande i försvarets tjänsteförtroendes sakkunniga, ledamot av ekonomiska försvarsberedskapsutredningen, försvarets uppfinningskommitté. Han gjorde utredningar om anställdas uppfinningar och han var ordförande i biltraktorutredningen, tyskgruveutredningen och gruvorganisationskommitté. Han var även utredningsman angående Kungliga Dramatiska Teatern, Smålands Taberg 1953 och i statens byggnadsbesparingsutredning 1954–1957, där man utredde möjligheterna till kostnadsbesparingar beträffande offentliga byggnader. Utredningen om Taberg genererade en skrift, där Ödeen var medförfattare.
Från 1961 var han sakkunnig i finansdepartementet. Stig Ödeen var ordförande eller ledare i utredningar inom justitiedepartementet, försvarsdepartementet, kommunikationsdepartementet, finansdepartementet, ecklesiastikdepartementet, jordbruksdepartementet och handelsdepartementet
Stig Ödeen var son till köpmannen Edward Ödeen och Maria, född Holmbeck, samt bror till arkitekten Kjell Ödeen. Stig Ödeen var gift 1927–1958 med filosofiw kandidat Karin Ödeen, född af Malmborg (1903–1995), som var dotter till läroverksrektorn docent Magnus af Malmborg och gymnastikdirektören Emmy Möller samt syster till Ragnar af Malmborg. Från 1958 och till sin död var han gift med byrådirektör Ann Mari Rietz-Ödeen (1920–2003), som var dotter till byggmästaren August Nilsson och Hulda Svensson. Barn i första äktenskapet är byrådirektör Kerstin Ödeen-Björling, född 1928, och professor Kai Ödeen, född 1938, och i andra äktenskapet civilingenjör Bengt Ödeen, född 1958.
Stig Ödeen och hans andra hustru är gravsatta på Galärvarvskyrkogården i Stockholm.